# Paddepoelsterbrug
De Paddepoelsterbrug was een brug in de Paddepoelsterweg in de stad Groningen, die in 1930 gebouwd werd bij de aanleg van het Van Starkenborghkanaal. Hij werd in 2018 vernield bij een aanvaring en is later verwijderd. Anno 2022 is er budget voor aanleg van een nieuwe, vaste brug.

## Ligging en gebruik
De brug lag in het agrarische gebied aan de rand van Paddepoel, een noordelijke wijk van Groningen, niet ver van het Zernikecomplex waar veel faculteiten van de Groninger universiteit zijn gevestigd. Ten tijde van de aanleg lag de brug op enkele kilometers van de stedelijke bebouwing. Tot hij in 2018 kapotgevaren werd, was hij in gebruik voor woon-werkverkeer en recreatie, met name door fietsers tussen stad en Ommeland. Verder kwamen er wandelaars van het Pieterpad overheen; motorvoertuigen waren alleen toegestaan als bestemmingsverkeer. Met 500 à 600 fietsbewegingen per dag was de brug volgens Rijkswaterstaat van beperkt belang. De dichtstbijzijnde bruggen over het Van Starkenborghkanaal liggen beide hemelsbreed op iets meer dan twee kilometer: de Walfridusbrug aan de rand van de stad en de Dorkwerderbrug voorbij het Reitdiep bij Dorkwerd en Aduard.
De lage brug moest ook voor kleine bootjes open, in 2017 zo'n 35 keer per dag. Met een doorvaartbreedte van 22 meter en een doorvaarthoogte van 1 meter voldeed hij niet aan de eisen voor de Hoofdvaarweg Lemmer-Delfzijl, waar het Van Starkenborghkanaal deel van uitmaakt. Rijkswaterstaat streeft naar een vaarweg volgens de normen van CEMT-klasse Va, met een breedte van 54 meter en een doorvaarthoogte van 9,1 meter.

## Geschiedenis
De brug is 1930 gebouwd in samenhang met de aanleg van het kanaal, dat pas jaren later – in 1938 – officieel werd geopend. Hij werd uitgevoerd als pontondraaibrug, evenals de Gerrit Krolbrug uit 1936 die 3½ kilometer zuidoostelijker ligt. Het kanaal en de bruggen werden aangelegd en tot 2013 beheerd door de provincie Groningen. Op 1 januari 2014 werd de vaarweg overgenomen door het rijk, dat daardoor ook eigenaar werd van de brug.
De Paddepoelsterbrug werd in 1993 vernield bij een aanvaring. De draaibare pontonbrug is toen gerenoveerd tot een gewone draaibrug, waarbij het noordelijke landhoofd gerenoveerd werd en het zuidelijke vervangen, inclusief de paalfundering. De vernieuwde brug had een breedte van vier meter tussen de leuningen en een aslast van tien ton. 
In september 2018 werd de brug na een bedieningsfout opnieuw vernield. De Paddepoelsterbrug werd elektronisch geopend en gesloten vanaf de Gerrit Krolbrug en de brugwachter sloot de verkeerde brug, waardoor een schip de dichtdraaiende brug ramde. Het brugdek werd daarbij losgerukt van de draaikrans en de landhoofden. Het werd later met een drijvende bok en een ponton uit het water gehaald en afgevoerd. 
Volgens Rijkswaterstaat waren er dat jaar al twee eerdere botsingen geweest. De oorspronkelijke delen waren aan het eind van hun technische levensduur en de in 1993 gerenoveerde delen ook nagenoeg. De overgebleven landhoofden, aanbruggen en afmeervoorzieningen versmalden het kanaal en werden in september 2020 verwijderd, zodat tegemoetkomende schepen niet meer op elkaar hoeven te wachten.

## Plannen
Eind twintigste eeuw rustte Rijkswaterstaat de beweegbare bruggen over het Van Starkenborghkanaal uit met afstandsbediening. In dit kader gaf men de voorkeur aan vervanging door een vaste brug toen de Paddepoelsterbrug in 1993 beschadigd was. Dit zou een fietsbrug zijn met een doorvaarthoogte van 6,60 meter, maar na bezwaar van de gemeente werd het toch een draaibrug.
De vervanging van de Paddepoelsterbrug, gepland voor 2023, was in 2017 wegens ontbrekend budget al opgeschoven naar 2025. In 2017 kozen de belanghebbenden als voorkeursvariant een nieuwe draaibrug, die getoogd uitgevoerd zou worden, dus met een verhoging, vergelijkbaar met de brug bij Stroobos over het Prinses Margrietkanaal; dit is het Friese deel van het Van Starkenborghkanaal. Met een doorvaarthoogte van drie meter zou de meeste recreatievaart eronderdoor kunnen, waardoor ze de beroepsvaart niet zouden belemmeren.
Door de aanvaring in 2018 ontstond een nieuwe situatie, waarbij in 2019 voorlopige oplossingen toegezegd werden. Een tijdelijke, hoge fietsbrug die in 2021 klaar zou zijn werd niet verwerkelijkt, evenmin als een fiets- en voetveer. Sinds 2020 zijn er plannen om een definitieve hoge, vaste brug aan te leggen; deze zou er volgens de gemeente Groningen in 2025 moeten liggen. Eind 2021 stelde demissionair minister Barbara Visser € 70 miljoen ter beschikking aan de provincie Groningen voor nieuwbouw van de Paddepoelsterbrug en van de Gerrit Krolbrug, die in 2021 eveneens door een aanvaring vernield werd.

## Afbeeldingen

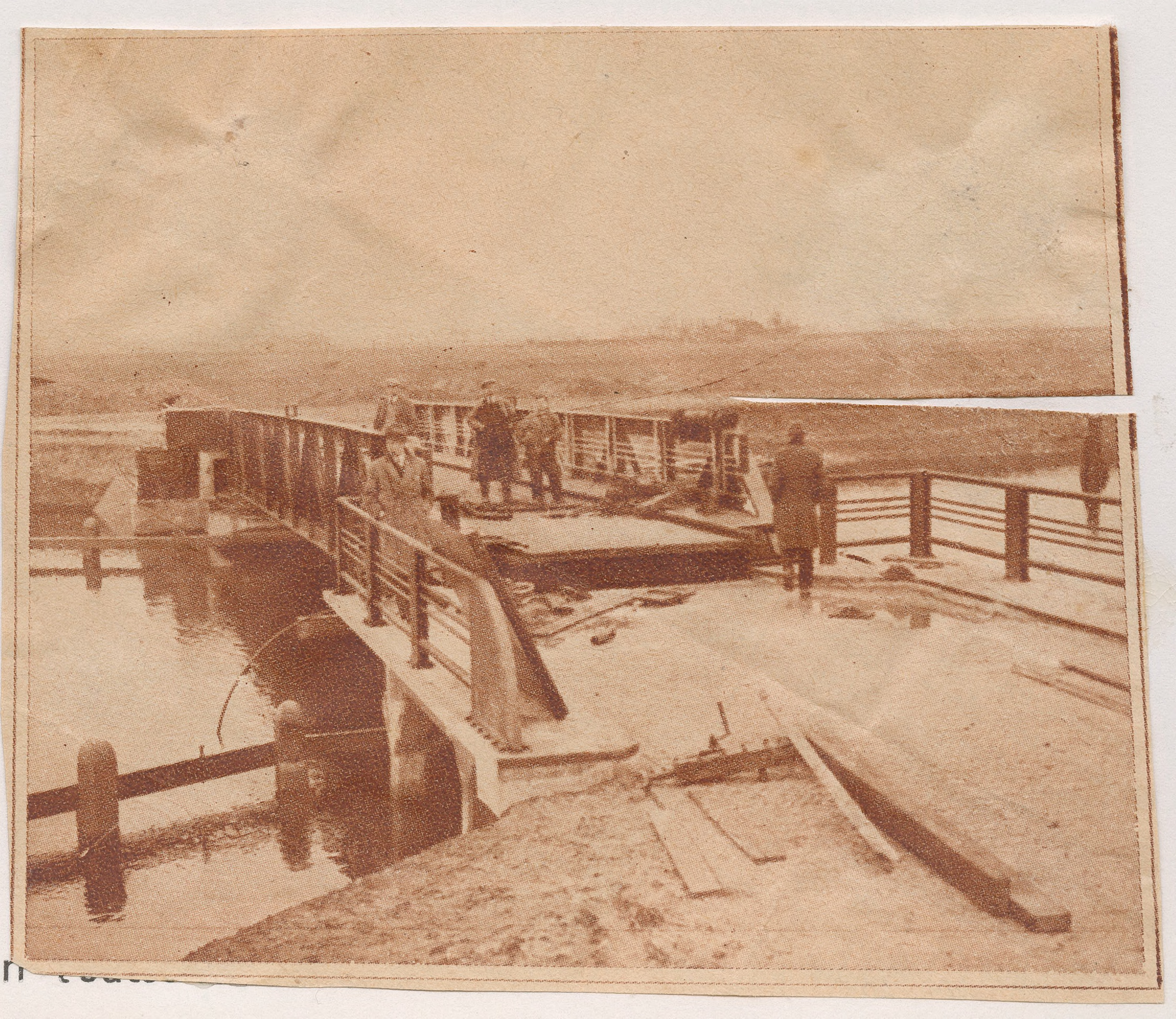
De brug rond 1932
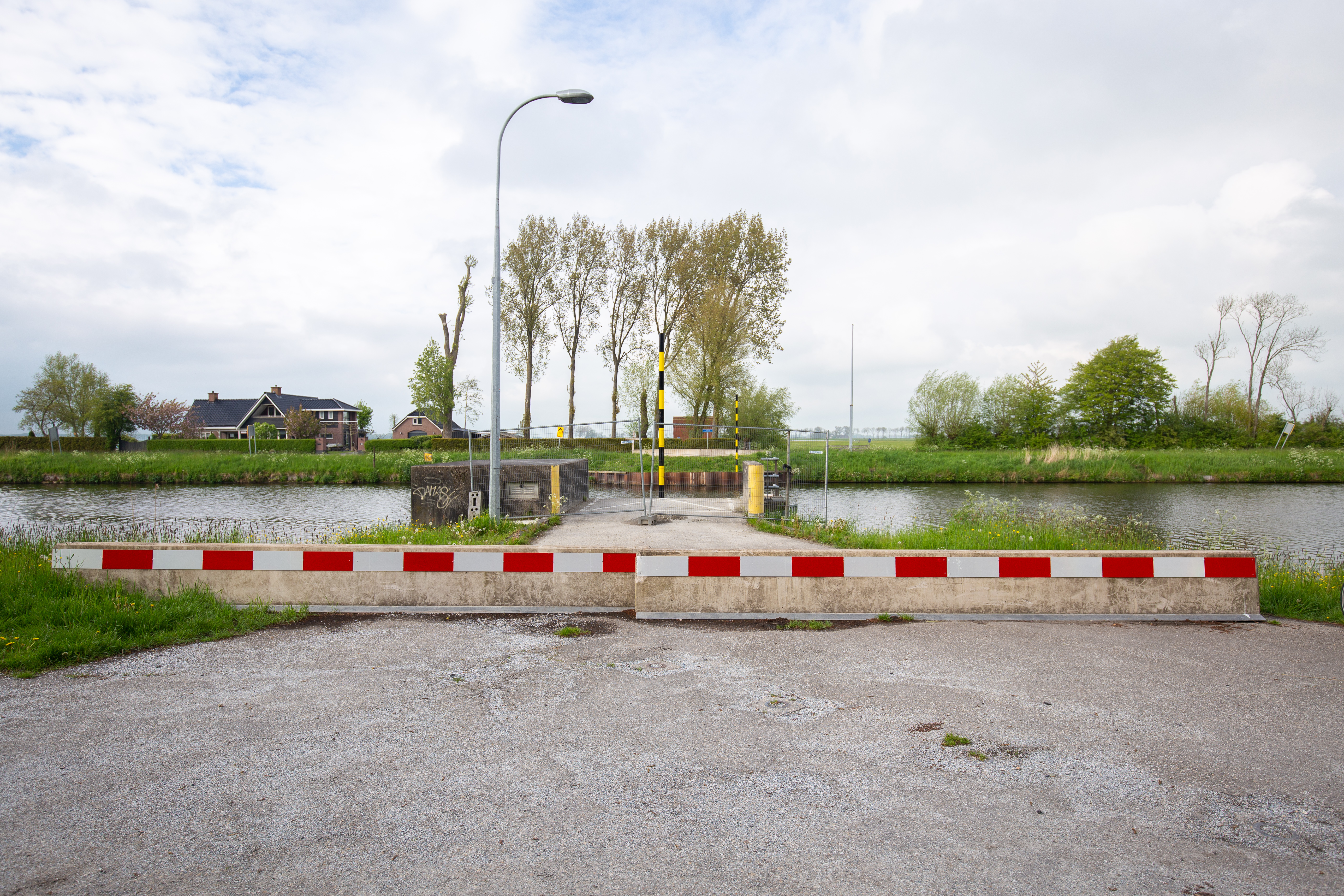
Zuidoostelijke aanbrug, 2021
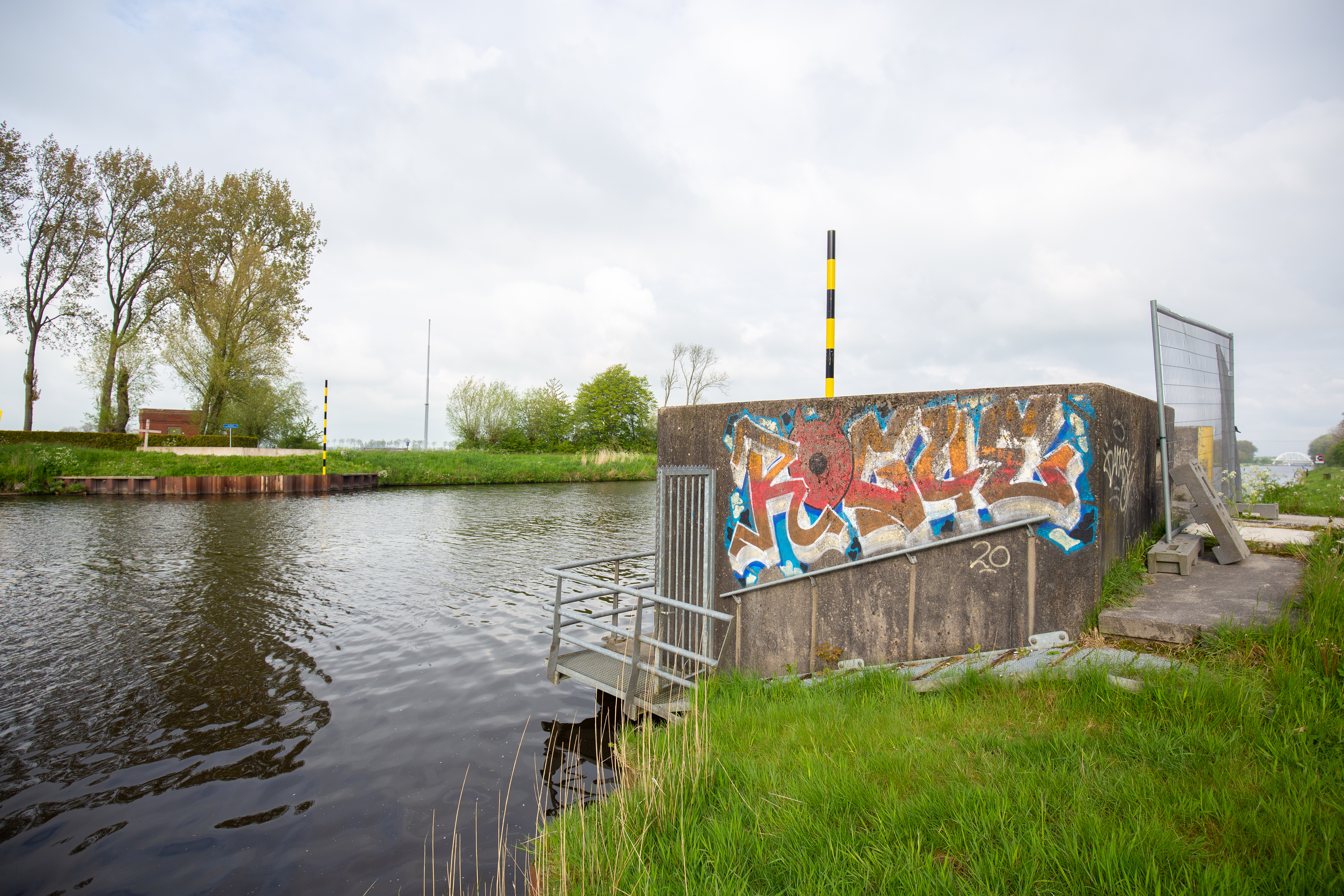
Restanten van de brug, mei 2021